# 德科克堡
0°18′01.7″S 100°22′04.0″E / 0.300472°S 100.367778°E
德科克堡是一座位於印度尼西亞（印尼）西蘇門答臘省武吉丁宜市的殖民地建築，原為荷蘭殖民政府在1825年興建的一座小碉堡。這座碉堡是荷蘭人在1820年代介入巴德里戰爭，協助奉行習慣法的村民抵抗伊瑪目·朋佐爾率領的勢力之後，得到村民的同意而興建的防禦工事，作用是抵抗米南加保族人起事和觀察山下的狀況。附近地區開發為市鎮後亦以此命名，直至1942年為止。原址已經於1930年改建為一座高20米的白色建築，所在的山丘已經一分為二，周圍的戰壕也已經被拆毀，只有附近的鐵砲得以保存。

## 歷史
德科克堡是布爾隊長於1825年在吉列山（Bukit Jirek）上方興建的一座小碉堡，以原荷屬東印度副總督兼皇家荷屬東印度陸軍總司令亨德里克·梅庫斯·德·科克命名。德·科克擔任上述職位期間制定了一個計劃，在蘇門答臘島和爪哇島興建一座座碉堡，形成一個防禦體系。當時伊瑪目·朋佐爾等人嘗試在蘇門答臘島西部推廣伊斯蘭教法，並於1821年對奉行舊有習慣法的阿達特派村民發動的戰爭（史稱巴德里戰爭），其後荷蘭殖民政府在介入戰爭，幫助阿達特派的同時，得到對方的准許，在蘇門答臘西部興建堡壘（包括德科克堡和凡·德·卡佩倫堡），保衛這一帶地區。荷蘭人興建碉堡的目的除了抵抗米南加保族人起事，還包括觀察山下的動靜。之後荷軍曾經取道馬杜爾（Matur，今屬阿甘縣）攻擊蘇門答臘南部，並在這裏指揮作戰。鄰近地區開發為市鎮後，也以這座堡壘命名，直至1942年才改稱為武吉丁宜市。

## 現狀
德科克堡原址已在1930年由荷蘭殖民政府的市政總監曼德拉爾（Mr. Mandelar）改建為一座高20米的白色建築，內部展出的物品包括民族服裝、水牛角、捕魚用具等米南加保族使用過的生活用具。樓頂四角均設有一座小鐵砲，由此可以眺望武吉丁宜市的市容，以及西亞諾峽谷、巴里桑山脈等自然景觀。旅客可以在樓頂進行拍攝等自費活動。位於堡壘原址周圍，深1米、闊3米的壕溝已被拆毀，附近在19世紀鑄造的鐵砲則保存至今。德科克堡原址已於2010年列為文化資產。
吉列山已經一分為二，並由地方政府改造為武吉丁宜基南丹自然文化公園（Taman Margasatwa dan Budaya Kinantan Bukit Tinggi），旅客參觀前必須支付5,000印尼盾的入場費。公園的西邊是德科克堡遺址，中間是一條公路，東邊則設有動物園和傳統民居博物館。遊客可以登上林巴貝橋，往來公園的東、西兩邊。公園內還有繁密的樹木和兒童遊樂設施。公園既是中、小學生進行戶外學習的目的地，也是家庭野餐的場所，德科克堡遺址附近還是途人乘涼的地方。
德科克堡與武吉丁宜市中心（即大鐘樓至端姑·南·連切路一帶）相距1公里，旅客可以使用私家車或公共交通工具到達。

## 腳註
1. 1 2  VIVA 2017.
2. ↑  Pemko Bukittinggi 2016.
3. 1 2  Tri Maya 2010，第50頁.
4. 1 2  Nunung 2000，第47頁.
5. 1 2  Kompas 2009.
6. ↑  Kemdikbud 2016.
7. ↑  Tri Maya 2010，第51頁.